# 36 Ursae Majoris
Désignations
36 UMa A : BD+56°1459, GJ 395, HD 90839, HIP 51459, FK5 394, NLTT 24513, SAO 27670

36 Ursae Majoris (en abrégé 36 UMa) est une étoile binaire de la constellation boréale de la Grande Ourse. Elle est visible à l'œil nu avec une magnitude apparente de 4,82. D'après la mesure de leurs parallaxes annuelles, les deux étoiles sont situées à ∼ 42 a.l. (∼ 12,9 pc) de la Terre,. Elle s'en rapprochent à une vitesse radiale héliocentrique de −9 km/s,.

## Propriétés
L'étoile la plus brillante des deux, désignée 36 UMa A, est un analogue solaire, ce qui signifie que ses propriétés la rendent similaire au Soleil. Elle est 10 % plus massive que lui, possède un rayon 17 % plus grand que le rayon solaire, et elle est estimée être âgée de quatre milliards d'années. C'est une étoile jaune-blanc de la séquence principale de type spectral F8 V qui génère son énergie par la fusion de l'hydrogène dans son noyau. L'étoile est 69 % plus lumineuse que le Soleil et sa température de surface est de 6 066 K.
Son compagnon, 36 UMa B, la plus faible des deux, brille à une magnitude apparente de 8,86 et elle partage un mouvement propre commun avec 36 UMa A. En date de 2016, elle était située à une distance angulaire de 122,8 secondes d'arc et à un angle de position de 303° de l'étoile primaire. C'est une naine rouge de type spectral K7 Ve. Elle est 63 % aussi massive que le Soleil et son rayon est 65 % aussi grand que le rayon solaire, mais elle est seulement 10 % aussi lumineuse que lui.
36 Ursae Majoris possède un second compagnon de magnitude 11,44 et désigné 36 UMa C. En date de 2015, cette étoile était située à une distance angulaire de 238,7″ et à un angle de position de 292° de l'étoile primaire. Elle ne partage pas le mouvement propre des deux autres étoiles, et elle est à la fois plus massive et plus lumineuse qu'elles, tout en étant située beaucoup plus loin.

## Recherche d'objets substellaires
Selon Nelson & Angel (1998), 36 Ursae Majoris A pourrait héberger au moins une planète jovienne ou une naine brune à de grandes séparations de l'étoile, avec des périodes orbitales proposées de 10–15, 25 ou 50 ans. Les auteurs ont établi des limites hautes de 1,1–2, 5,3 et 24 masses joviennes pour ces objets planétaires supposés, respectivement. Lippincott (1983) avait déjà remarqué la possible présence d'un compagnon massif invisible (qui fait près de 70 fois la masse de Jupiter), juste sous la limite qui le sépare du régime stellaire, ce qui en ferait une naine brune. Les paramètres pour cet objet substellaire supposé montrant une période orbitale de 18 ans et une excentricité élevée (e = 0,8). De même, Campbell et al. (1988) ont présumé l'existence d'objets planétaires ou de naines brunes moins massives que 14 masses joviennes autour de 36 UMa A.
Néanmoins, aucun compagnon planétaire n'a encore été détecté ou confirmé avec certitude autour de l'étoile. L'équipe de l'observatoire McDonald a établi des limites sur la présence d'une ou de plusieurs planètes, excluant la présence d'objets avec des masses entre 0,13 et 2,5 masses joviennes et à des séparations moyennes s'étendant entre 0,05 et 5,2 ua.
Un excès d'émission dans l'infrarouge a été détecté venant de 36 UMa A, ce qui indique très probablement la présence d'un disque de débris en orbite. Il est situé à un rayon de 38,6 ua de l'étoile et la température de la poussière est de 50 K.